# كأس الدوري الياباني 2011
كأس الدوري الياباني 2011 (باليابانية: 2011年のJリーグカップ) هو الموسم 19 من كأس الدوري الياباني. أشرف على تنظيمه اتحاد اليابان لكرة القدم، وكان عدد الأندية المشاركة فيه 18، وفاز فيه كاشيما أنتلرز.